# La Solana (Jalón)
La Solana es una partida situada al norte del término municipal de Jalón, en la comarca de la Marina Alta, provincia de Alicante.

## Historia
La partida ya estaba habitada en tiempo de los iberos, como nos lo demuestra el hallazgo de cerámica de esta procedencia en el Castillo de la Solana a finales del siglo XIX. Al anterior hallazgo hay que añadir el descubrimiento de una punta de lanza también de origen ibérico en un campo de esta misma partida el año 1997. En tiempo de la Reconquista, el Castillo de la Solana albergó la primitiva parroquia de Jalón, servida por un sacerdote que acompañaba a las tropas y familias cristianas.

## El Puente Nuevo o de la Solana
La iniciativa de construir este puente no provino del Ayuntamiento de Jalón, sino de personas particulares: Jaime Noguera y Jerónimo Albanell, dos cuñados casados respectivamente con las hermanas Anna y María Giner y Montaner. Gracias al esfuerzo y la dedicación de estas dos familias se consiguió que, en contra de la opinión del Ayuntamiento de entonces, la obra se declarara de utilidad pública. Los trabajos de construcción empezaron el 10 de noviembre de 1929. Las contribuciones económicas de los vecinos tenían carácter voluntario, y formaban siete categorías diferentes: 1000, 700, 400, 200, 100, 75 y 50 pesetas.
La altura máxima del puente sobre el río es de 6'50 metros. La piedra que se hizo servir provenía de una pedrera local: la del Sanchis, que se encontraba situada en el paraje de la Peña Roja, en la misma partida de la Solana. Ángel Samper fue el maestro picapedrero que dirigía los empleos de explotación de la pedrera, y el material era transportado en el carro de Gabriel Reus.

## El río
El río Gorgos, típica rambla mediterránea, delimita la partida de la Solana por el sur. Es un paraje de una belleza excepcional por sus numerosos charcos (tolls) -reservas de agua permanentes- y la abundancia y variedad de los característicos guijarros, piedras redondeadas por la acción de la corriente del río.

## Nombres de los Tolls (Charcos)
- Toll de l'Assut.
- Toll del Baladre.
- Toll de la Centella.
- Toll del Cupet.
- Toll del Gos.
- Toll del Mestre.
- Toll del Molí de la Tarafa.
- Toll de la Morera.

- Datos: Q2884391